# Giełda Papierów Wartościowych w Ho Chi Minh
Giełda Papierów Wartościowych w Ho Chi Minh (ang. Ho Chi Minh Stock Exchange – HOSE) – giełda papierów wartościowych w Wietnamie; zlokalizowana w mieście Ho Chi Minh. Powstała w 2000 roku.